# Chris Willock
Christopher Anthony Willock (31 de gener de 1998) és un futbolista professional anglès que juga de davanter pel Queens Park Rangers FC.